# John Cusack
John Paul Cusack (Evanston, Illinois, 1966. június 28. –) amerikai színész, forgatókönyvíró, filmproducer és politikai aktivista.

## Fiatalkora és családja
Cusack Evanstonban született, Illinois államban, ír-amerikai katolikus családban. Apja, Dick Cusack (1925–2003) és testvérei, Ann, Bill, Joan és Susie szintén a színészetet választották, apja egyben dokumentumfilmes is volt, saját produkciós céggel. Édesanyja, Nancy matematikát tanított és korábban politikai aktivistaként is tevékenykedett.
Cusack egy évet töltött a New York Universityn, majd otthagyta.

## Pályafutása
Hírnévre az 1980-as évek közepén tett szert, amikor olyan tinifilmekben szerepelt, mint a Jobb, ha hulla vagy, a Tuti dolog és az Egy őrült nyár. Legnagyobb sikerét a műfajban Cameron Crowe Mondhatsz akármit című 1989-es filmjével érte el, amiben a főszerepet alakította. Az évtized vége és a következő eleje felé elkezdte szélesíteni szerepeinek változatosságát, így több komolyabb mű is megjelent filmográfiájában, úgymint a Svindlerek (1990) című film noir thriller és a Kétszínű igazság (1991) című politikai szatíra.
Az 1990-es évek második felében, 1997-ben játszotta el az Otthon, véres otthon főszerepét, s egyben a film forgatókönyvét is maga írta. A fekete komédia népes rajongótábort szerzett magának. Szintén 1997-ben került a mozikba a Con Air – A fegyencjárat című akciófilm, amely mind a mai napig a legnagyobb bevételt hozó film, amiben Cusack szerepelt. Ezt követően alakított megszállott bábjátékost A John Malkovich menet (1999), szerelemben csalódott lemezboltost a Nick Hornby regénye alapján általa írt Pop, csajok satöbbi (2000) és a fiatal Hitlert szárnyai alá vevő zsidó műkincskereskedőt a Magyarországon forgatott Max (2002) című filmben. A Stephen King novellájából készült 1408 című 2007-es horror-thrillerben mint kísérteties történések középpontjába csöppenő író látható. Az iraki háborús témájú Grace nélkül az élet című filmdrámában megözvegyült apaként tűnik fel, a Jó üzlet a háború címet viselő, kissé groteszk filmben nővére, Joan Cusack oldalán Brand Hauser bérgyilkos szerepét alakítja.
Cusack közeli barátja Jeremy Piven színész, akivel több filmben is együtt szerepelt.

## Magánélete
Cusack rendkívül ügyel magánélete a nyilvánosság elől való elzárására. Egy ízben úgy nyilatkozott, a sztárság „a legrosszabb dolog, ami egy színésszel történhet.”
2005 májusa óta közreműködő bloggere a The Huffington Postnak, de első bejegyzése csak az év későbbi szakaszában történt meg. Kiterjedten írt az iraki háborúval szemben foglalt álláspontjáról és a Bush-kabinet iránti megvetéséről, világszemléletüket „depresszív, korrupt, törvénytelen és tragikusan abszurd”-nak nevezte.
Cusack elkötelezett rajongója a The Clashnek, több filmjében is az együttes nevét ábrázoló pólóban tűnt fel.

## Filmográfia

### Film

#### Író és producer
| Év   | Magyar cím           | Eredeti cím              | Feladatkör | Feladatkör   |
| Év   | Magyar cím           | Eredeti cím              | Író        | Producer     |
| ---- | -------------------- | ------------------------ | ---------- | ------------ |
| 1997 | Otthon, véres otthon | Grosse Pointe Blank      | Társíró    | Koproducer   |
| 1997 | Chicagói taxi        | Chicago Cab              | Nem        | Vezető       |
| 2000 | Pop, csajok satöbbi  | High Fidelity            | Igen       | Koproducer   |
| 2002 |                      | Never Get Outta the Boat | Nem        | Vezető       |
| 2002 | Max                  | Max                      | Nem        | Társproducer |
| 2007 | Grace nélkül az élet | Grace Is Gone            | Nem        | Igen         |
| 2008 | Jó üzlet a háború    | War, Inc.                | Igen       | Igen         |
| 2010 | Vissza a jelenbe     | Hot Tub Time Machine     | Nem        | Igen         |
| 2013 | Nem vagyunk állatok  | We Are Not Animals       | Igen       | Vezető       |
| 2016 |                      | Cell                     | Nem        | Vezető       |

#### Színész
| Év   | Magyar cím                      | Eredeti cím                             | Szerep                               | Magyar hang          | Rendező                   |
| ---- | ------------------------------- | --------------------------------------- | ------------------------------------ | -------------------- | ------------------------- |
| 1983 | Én és a te anyád                | Class                                   | Roscoe Maibaum                       |                      | Lewis John Carlino        |
| 1984 | Tizenhat szál gyertya           | Sixteen Candles                         | Bryce                                | Szőke András         | John Hughes               |
| 1984 | Az élet Grandview-ban           | Grandview, U.S.A.                       | Johnny Maine                         |                      | Randal Kleiser            |
| 1985 | Tuti dolog                      | The Sure Thing                          | Walter "Gib" Gibson                  | Rudolf Péter         | Rob Reiner (1.)           |
| 1985 | Jobb, ha hulla vagy             | Better Off Dead                         | Lane Meyer                           | Boros Zoltán         | Savage Steve Holland (1.) |
| 1985 | Natty Gann utazása              | The Journey of Natty Gann               | Harry                                | Bor Zoltán           | Jeremy Kagan              |
| 1986 | Állj mellém!                    | Stand by Me                             | Dennis "Denny" Lachance              | Lippai László        | Rob Reiner (2.)           |
| 1986 | Egy őrült nyár                  | One Crazy Summer                        | Hoops McCann                         | Bor Zoltán           | Savage Steve Holland (2.) |
| 1987 | Mr. Elszánt, a balfék           | Hot Pursuit                             | Dan Bartlett                         | Hevér Gábor          | Steven Lisberger          |
| 1987 | A híradó sztárjai               | Broadcast News                          | dühös kézbesítő                      | Rátóti Zoltán        | James L. Brooks           |
| 1988 | Taplófejek                      | Tapeheads                               | Ivan Alexeev                         | Széles László        | Bill Fishman              |
| 1988 | Kiállítva                       | Eight Men Out                           | George 'Buck' Weaver                 | Zalán János          | John Sayles               |
| 1989 | Mondhatsz bármit                | Say Anything...                         | Lloyd Dobler                         | Bolba Tamás          | Cameron Crowe             |
| 1989 | Mondhatsz bármit                | Say Anything...                         | Lloyd Dobler                         | Markovics Tamás      | Cameron Crowe             |
| 1989 | Fat Man és Little Boy           | Fat Man and Little Boy                  | Michael Merriman                     |                      | Roland Joffé              |
| 1989 |                                 | Elvis Stories (rövidfilm)               | Michael Merriman                     |                      | Ben Stiller               |
| 1990 | Svindlerek                      | The Grifters                            | Roy Dillon                           | Zalán János          | Stephen Frears (1.)       |
| 1991 | Kétszínű igazság                | True Colors                             | Peter Burton                         | Schnell Ádám         | Herbert Ross              |
| 1991 | Árnyak és köd                   | Shadows and Fog                         | Jack, a diák                         | Debreczeny Csaba     | Woody Allen (1.)          |
| 1992 |                                 | Roadside Prophets                       | Casper                               |                      | Abbe Wool                 |
| 1992 | A játékos                       | The Player                              | önmaga (cameo)                       |                      | Robert Altman             |
| 1992 | Az emberi szív térképe          | Map of the Human Heart                  | A térképész                          | Czvetkó Sándor       | Vincent Ward              |
| 1992 | Bob Roberts                     | Bob Roberts                             | Cutting Edge műsorvezető             | Bor Zoltán           | Tim Robbins (1.)          |
| 1993 | Nesze semmi, fogd meg jól!      | Money for Nothing                       | Joey Coyle                           |                      | Ramón Menéndez            |
| 1994 |                                 | Floundering                             | JC                                   |                      | Peter McCarthy            |
| 1994 | Lövések a Broadwayn             | Bullets over Broadway                   | David Shayne                         | Czvetkó Sándor       | Woody Allen (2.)          |
| 1994 | Promenád a gyönyörbe            | The Road to Wellville                   | Charles Ossining                     | Kerekes József       | Alan Parker               |
| 1996 | Minden gyanú felett             | City Hall                               | Kevin Calhoun polgármester-helyettes | László Zsolt         | Harold Becker             |
| 1997 | Otthon, véres otthon            | Grosse Pointe Blank                     | Martin Q. Blank                      | Forgács Péter        | George Armitage           |
| 1997 | Con Air – A fegyencjárat        | Con Air                                 | Vince Larkin rendőrbíró              | Viczián Ottó         | Simon West                |
| 1997 | Chicagói taxi                   | Chicago Cab                             | ijesztő férfi                        |                      | Mary Cybulski             |
| 1997 | Chicagói taxi                   | Chicago Cab                             | ijesztő férfi                        | John Tintori         |                           |
| 1997 | Anasztázia                      | Anastasia                               | Dimitri (hangja)                     | Stohl András         | Don Bluth                 |
| 1997 | Anasztázia                      | Anastasia                               | Dimitri (hangja)                     | Stohl András         | Gary Goldman              |
| 1997 | Éjfél a jó és a rossz kertjében | Midnight in the Garden of Good and Evil | John Kelso                           | Szabó Sipos Barnabás | Clint Eastwood            |
| 1998 | Apám története                  | This Is My Father                       | Eddie Sharp                          |                      | Paul Quinn                |
| 1998 | Az őrület határán               | The Thin Red Line                       | John Gaff százados                   | Forgács Péter        | Terrence Malick           |
| 1999 | Vakrepülés                      | Pushing Tin                             | Nick Falzone                         | Zalán János          | Mike Newell               |
| 1999 | Broadway 39. utca               | Cradle Will Rock                        | Nelson Rockefeller                   | Schnell Ádám         | Tim Robbins (2.)          |
| 1999 | A John Malkovich menet          | Being John Malkovich                    | Craig Schwartz                       | Lux Ádám             | Spike Jonze (1.)          |
| 2000 | Pop, csajok satöbbi             | High Fidelity                           | Rob Gordon                           | Kaszás Gergő         | Stephen Frears (2.)       |
| 2001 | Amerika kedvencei               | America's Sweethearts                   | Eddie Thomas                         | Zalán János          | Joe Roth                  |
| 2001 | Szerelem a végzeten             | Serendipity                             | Jonathan Trager                      | Fekete Ernő          | Peter Chelsom             |
| 2002 | Max                             | Max                                     | Max Rothman                          | Szakácsi Sándor      | Menno Meyjes (1.)         |
| 2002 | Adaptáció                       | Adaptation                              | önmaga (cameo)                       |                      | Spike Jonze (2.)          |
| 2003 | Azonosság                       | Identity                                | Edward "Ed" Dakota                   | Lux Ádám             | James Mangold             |
| 2003 | Az ítélet eladó                 | Runaway Jury                            | Nicholas Easter                      | Stohl András         | Gary Fleder               |
| 2005 | Kutyátlanok kíméljenek          | Must Love Dogs                          | Jake Anderson                        | Lux Ádám             | Gary David Goldberg       |
| 2005 | A nagy kaszálás                 | The Ice Harvest                         | Charlie Arglist                      | Széles Tamás         | Harold Ramis              |
| 2006 | Kalandtúra                      | The Contract                            | Ray Keene                            | Nagy Ervin           | Bruce Beresford           |
| 2007 | Grace nélkül az élet            | Grace Is Gone                           | Stanley Philipps                     | Anger Zsolt          | James C. Strouse          |
| 2007 | 1408                            | 1408                                    | Michael "Mike" Enslin                | Zalán János          | Mikael Håfström (1.)      |
| 2007 | Fiú a Marsról                   | Martian Child                           | David Gordon                         | Lux Ádám             | Menno Meyjes (2.)         |
| 2008 | Jó üzlet a háború               | War, Inc.                               | Brand Hauser                         | Forgács Péter        | Joshua Seftel             |
| 2008 | Igor                            | Igor                                    | Igor (hangja)                        |                      | Tony Leondis              |
| 2009 | 2012                            | 2012                                    | Jackson Curtis                       | Forgács Péter        | Roland Emmerich           |
| 2010 | Vissza a jelenbe                | Hot Tub Time Machine                    | Adam Yates                           | Széles Tamás         | Steve Pink                |
| 2010 | Sanghaj                         | Shanghai                                | Paul Soames                          | Forgács Péter        | Mikael Håfström (2.)      |
| 2012 | A holló                         | The Raven                               | Edgar Allan Poe                      | Fekete Ernő          | James McTeigue            |
| 2012 | Az újságos fiú                  | The Paperboy                            | Hillary Van Wetter                   | Fekete Ernő          | Lee Daniels (1.)          |
| 2012 |                                 | The Factory                             | Mike Fletcher                        |                      | Morgan O'Neill            |
| 2013 | Védelmi kód                     | The Numbers Station                     | Emerson Kent                         | Zalán János          | Kasper Barfoed            |
| 2013 | Dermesztő rémület               | The Frozen Ground                       | Robert Hansen                        | Széles Tamás         | Scott Walker              |
| 2013 | A komornyik                     | The Butler                              | Richard Nixon                        | Csankó Zoltán        | Lee Daniels (2.)          |
| 2013 | Hibátlan előadás                | Grand Piano                             | Clem                                 | Fekete Ernő          | Eugenio Mira              |
| 2013 | Nem vagyunk állatok             | We Are Not Animals                      | Tony Lovecraft                       |                      | Alejandro Agresti         |
| 2013 |                                 | Adult World                             | Rat Billings                         |                      | Scott Coffey              |
| 2014 | Halálos csomag                  | The Bag Man                             | Jack                                 | Széles Tamás         | David Grovic              |
| 2014 | Térkép a csillagokhoz           | Maps to the Stars                       | Stafford Weiss                       | Zalán János          | David Cronenberg          |
| 2014 | A sofőr mindig drága            | Drive Hard                              | Simon Keller                         | Széles Tamás         | Brian Trenchard-Smith     |
| 2014 | A herceg                        | The Prince                              | Sam                                  | Stohl András         | Brian A. Miller           |
| 2014 | Szeretet és köszönet            | Love and Mercy                          | Brian Wilson                         | Széles Tamás         | Bill Pohlad               |
| 2014 | A mentőakció                    | Reclaim                                 | Benjamin                             | Lux Ádám             | Alan White                |
| 2014 | A mentőakció                    | Reclaim                                 | Benjamin                             | Stohl András         | Alan White                |
| 2015 | A sas és a sárkány              | Dragon Blade                            | Lucius                               | Zalán János          | Daniel Lee                |
| 2015 | A sas és a sárkány              | Dragon Blade                            | Lucius                               | Sztarenki Pál        | Daniel Lee                |
| 2015 | Vissza a jelenbe 2.             | Hot Tub Time Machine 2                  | Adam Yates (törölt cameo)            | Széles Tamás         | Steve Pink (2.)           |
| 2015 |                                 | Chi-Raq                                 | Fr. Mike Corridan                    |                      | Spike Lee                 |
| 2016 | Mobil                           | Cell                                    | Clayton Riddell                      | Széles Tamás         | Tod Williams              |
| 2017 | Két testvér, egy lövés          | Arsenal                                 | Sal                                  | Czvetkó Sándor       | Steven C. Miller          |
| 2017 | Gyilkos pénz                    | Blood Money                             | Miller                               | Széles Tamás         | Lucky McKee               |
| 2017 | * Szingularitás                 | Singularity                             | Elias van Dorne                      |                      | Robert Kouba              |
| 2018 |                                 | Distorted                               | Vernon Sarsfield                     |                      | Rob W. King               |
| 2018 |                                 | River Runs Red                          | Horace                               |                      | Wes Miller                |
| 2019 |                                 | Never Grow Old                          | Vernon Sarsfield                     |                      | Ivan Kavanagh             |
| 2022 | Hajsza Rick után                | Pursuit                                 | John Calloway                        | Forgács Péter        | Brian Skiba               |
| 2024 |                                 | Decoded                                 | Liseiwicz                            |                      | Chen Sicheng              |

### Televízió
| Év   | Magyar cím          | Eredeti cím   | Szerep             | Megjegyzések                    |
| ---- | ------------------- | ------------- | ------------------ | ------------------------------- |
| 1996 | Frasier – A dumagép | Frasier       | Greg (hangja)      | 1 epizód                        |
| 1999 | Jack Bull           | The Jack Bull | Myrl Redding       | - tévéfilm - vezető producer    |
| 2014 |                     | Wall Street   | Ted                | - próbaepizód - vezető producer |
| 2014 |                     | Doll & Em     | John               | 1 epizód                        |
| 2020 |                     | Utopia        | Dr. Kevin Christie | 8 epizód                        |